# ИМЕК
imec (сокр. от англ. Interuniversity MicroElectronics Centre, Межуниверситетский микроэлектронный центр), ИМЕК — международный микро- и наноэлектронный научно-исследовательский центр в Лёвене (Бельгия) с филиалами в Нидерландах, на Тайване, в Китае, Индии, США и Японии. imec исследует возможности создания новых поколений микро- и наноэлектронных приборов, которые будут массово производиться через 3-10 лет. В imec работает около 2000 человек.
В сентябре 2016 года imec объединён с фламандским исследовательским центром iMinds (англ.).

## Области исследований
- КМОП наноэлектроника
- Нанотехнология и наноэлектроника после КМОП
- Солнечные батареи
- Оптические сенсоры на КМОП с большой площадью (Back-illuminated CIS)
- Новые технологии межсоединений и корпусирования (Bumping, WLP)
- Объемная упаковка чипов (Through-Silicon Vias, 3D-IC (англ.))[2]
- Энергоэффективные устройства на базе соединений GaN, GaAs
- Биоэлектроника
- Органическая электроника
- РЧ устройства и технологии
- Применение MEMS для радиоволн и миллиметровых волн
- Методология и технология Electronic design automation
- EUVL